# Max Bartel
Max Bartel (* 1879; † 2. Juli 1914 in Nürnberg) war ein deutscher Insektenhändler und Entomologe.

## Leben
Max Bartel wirkte als Insektenhändler in der Waldstr. 54 und der Königs-Allee 32 in Oranienburg bei Berlin und nach seinem Umzug 1911 in der Gibitzenhofstr. 84 in Nürnberg. 
Als Entomologe hatte er sich auf Schmetterlinge (Lepidoptera) spezialisiert, erweiterte nach dem Tod des Schweizer Entomologen Fritz Rühl dessen Werk Die paläarktischen Grossschmetterlinge und ihre Naturgeschichte um den Anteil der Nachtfalter und verfasste nach weiterer intensiver Einarbeitung in die Familie der Glasflügler (Sesiidae) im 2. Paläarktis-Band von Adalbert Seitz „Die Gross-Schmetterlinge der Erde“ den Abschnitt über die „24. Familie: Aegeriidae (Sesiidae).“
Max Bartel starb 1914 wenige Tage nach dem Tod seiner Ehefrau im Alter von 35 Jahren.
In der Entomologie ist er unter anderem Erstbeschreiber vom Labkrautbär Watsonarctia deserta (Bartel, 1902), einem Schmetterling (Nachtfalter) aus der Unterfamilie der Bärenspinner (Arctiinae) sowie des Glasflüglers Bembecia auricaudata (Bartel, 1912). 
Er wurde 1898 Mitglied des Entomologischen Vereins Iris zu Dresden, 1910 Mitglied des Münchener Entomologischen Vereins und war Mitglied des Entomologischen Vereins Nürnberg (E.V.).
Seine Privatsammlung Ritterfalter und Weißlinge ging über Leo Andrejewitsch Sheljuzhko (1890–1969) an das Zoologische Museum der Universität Kiew. Seine verbleibenden Insektenbestände wurden 1921 vom Entomologen Eugène Le Moult (1882–1967) in Paris erworben.

## Schriften (Auswahl)
- Über eine wenig beachtete Form unserer europäischen Macroglossa-Arten. In: Entomologische Nachrichten, 24, 22, 1898, S. 337–340 (biodiversitylibrary.org)
- Eine neue Lasiocampide aus Japan. In: Entomologische Nachrichten, 25, 23, 1899, S. 353–355 (biodiversitylibrary.org)
- Nachtfalter. In: Fritz Rühl (Hrsg.): Die paläarktischen Grossschmetterlinge und ihre Naturgeschichte. Zweiter Band, 17. Lieferung, Ernst Heyne, Leipzig 1899
- Über zwei neue paläarktische Lepidopteren-Formen. In: Entomologische Nachrichten, 26, 22, 1900, S. 337–350 (biodiversitylibrary.org)
- mit Arthur Herz: Handbuch der Grossschmetterlinge des Berliner Gebietes. A. Böttcher's Verlag, Berlin 1902
- Lepidopteren des südlichen Urals. In: Deutsche Entomologische Zeitschrift "Iris", 15, 1902, S. 183–230 (zobodat.at [PDF])
- Neue und wenig bekannte Arten und Gattungen der Agaristidae des kgl. Museums für Naturkunde in Berlin. Mit einem Anhange: Eine neue Enydra-Art und Übersicht der bekannten Arten dieser Gattung. In: Verhandlungen der Kaiserlich-Königlichen Zoologisch-Botanischen Gesellschaft in Wien, 53, 1903, S. 120–130 (biodiversitylibrary.org)
- Callimorpha Philipps!, eine neue Art aus Zentral-Asien. In: Societas entomologica, 21, 1906, S. 41–42 (zobodat.at [PDF])
- 24. Familie: Aegeriidae (Sesiidae). In: Adalbert Seitz (Hrsg.): Die Gross-Schmetterlinge der Erde. Band 2. Die Palaearktischen Spinner & Schwärmer. 1912, S. 375–416, Tafel 51–52
- Über einige Lepidopteren-Arten der Uralsteppen. In: Mitteilungen der Münchner Entomologischen Gesellschaft, 005, 1914, S. 5–25 (zobodat.at [PDF])